# Void (альбом Stardown)
Void (с англ. — «пустота», «вакуум») — третий студийный альбом российской метал-группы STARDOWN, вышедший 1 ноября 2014 года. Концепция альбома — саморазвитие, стремления, свобода и любовь. Автором всей лирики и концепта альбома является Ардентис, который на этот раз сосредоточился только на написании вокальных партий и лирики, а всю музыку для альбома написал Алекс Павлов.

## Список композиций
| №   | Название          | Длительность |
| --- | ----------------- | ------------ |
| 1.  | «Renewal»         | 5:00         |
| 2.  | «Versus»          | 4:09         |
| 3.  | «Never»           | 4:21         |
| 4.  | «Cross My Heart»  | 4:42         |
| 5.  | «Fill The Void»   | 4:02         |
| 6.  | «Awaken»          | 3:09         |
| 7.  | «Hidden Lights»   | 4:04         |
| 8.  | «Into The Dephts» | 4:21         |
| 9.  | «Among The Stars» | 4:00         |
| 10. | «The Way»         | 4:02         |

## История
Работа над альбомом началась после того, как гитарист Алекс Павлов покинул ряды AMATORY во второй половине 2012 года, и продлилась почти 2 года. Группа начала работать со звукоинженером Николаем Баженовым, с которым были сведены синглы 2013 года. Окончательную работу по сведению и мастерингу выполнил на своей студии Antfarm в Дании Ту Мэдсен.
Продюсерами выступили Алекс и Ардентис. Изначально планировалась работа с барабанщиком Тимом Ивановым, но из-за его занятости было принято решение работать снова с сессионным музыкантом. В итоге выбор выпал на американского барабанщиком Кевин Тэлли (Suffocation, Chimaira, Six Feet Under), который в итоге записал 10 треков для альбома, а позже и ещё 3 для бонус-треков на студии Brochacho в Техасе. Все партии баса и гитар записал Алекс Павлов, он также впервые был соавтором текстов песен для 4 песен. Вокал записывали в Москве и Санкт-Петербурге, в домашних студиях музыкантов.

### Новый состав
В время, когда записывался альбом, Алекс и Ардентис доукомплектовали группу новыми музыкантами — Сергей Егоров (барабаны), Павел Пауков (бас-гитара) и Mr. Corman (гитара). Но так как на тот момент бо́льшая часть материала была уже записана, новые музыканты не участвовали в записи этого альбома, за исключением бонус-трека «Miracle», барабаны для которой записал Сергей Егоров, он же прописал в некоторых треках тамбурин. Эти музыканты уже участвовали в записи следующего, четвёртого студийного альбома «Empathy».
В поддержку альбома вышли 4 сингла, каждый дополнялся новым для того времени формате лирик-видео. Изначально альбом вышел только в формате цифровая дистрибуция, тк релиз совпал с сильным падением курса рубля. Также отдельно вышла инструментальная версия альбома, в которой было включено 11 треков, включая «Follow Your Line».
Первый концерт в поддержку альбома прошел 1 марта в клубе «Phoenix», в Санкт-Петербурге совместно с группой The Korea. Stardown выступили в обновленном составе.

### Издание на CD
Альбом вышел на физическом носителе спустя 1,5 года после выхода «Void» на рекорд-лейбле Mazzar Records. Издание включало в себя 5 бонус-треков и отдельный CD с инструментальными версиями. Также ограниченным тиражом вышло FAN Edition, которое включало в себя гитарный медиатор, наклейку и буклет с автографами музыкантов.
| №   | Название                       | Текст песни                    | Музыка                         | Длительность |
| --- | ------------------------------ | ------------------------------ | ------------------------------ | ------------ |
| 1.  | «Renewal»                      | Ардентис                       | Алекс Павлов                   | 5:00         |
| 2.  | «Versus»                       | Ардентис                       | Алекс Павлов                   | 4:09         |
| 3.  | «Never»                        | Ардентис                       | Алекс Павлов                   | 4:21         |
| 4.  | «Cross My Heart»               | Ардентис                       | Алекс Павлов                   | 4:42         |
| 5.  | «Fill The Void»                | Ардентис                       | Алекс Павлов                   | 4:02         |
| 6.  | «Awaken»                       | Ардентис, Алекс Павлов         | Алекс Павлов                   | 3:09         |
| 7.  | «Hidden Lights»                | Ардентис                       | Алекс Павлов                   | 4:04         |
| 8.  | «Into The Dephts»              | Ардентис                       | Алекс Павлов                   | 4:21         |
| 9.  | «Follow Your Line»             | Ардентис, Алекс Павлов         | Алекс Павлов                   | 3:43         |
| 10. | «Among The Stars»              | Ардентис, Алекс Павлов         | Алекс Павлов                   | 3:59         |
| 11. | «The Way»                      | Ардентис, Алекс Павлов         | Алекс Павлов                   | 4:02         |
| 12. | «Miracle (Hurts cover)»        | Theo Hutchcraft, Adam Anderson | Theo Hutchcraft, Adam Anderson | 3:36         |
| 13. | «Threshold (Slayer cover)»     | Kerry King                     | Jeff Hannemann                 | 2:32         |
| 14. | «Propaganda (Sepultura cover)» | Max Cavalera                   | Sepultura                      | 3:31         |
| 15. | «Fill The Void (Irrira Remix)» | Ардентис                       | Алекс Павлов, Irrita           | 4:30         |

### Оформление
Обложка с крестом изначально планировалась для второго альбома «Venom». Ещё до начала его записи в 2008 году Ардентис набил себе тату с этим изображением. А вот идею, чтобы крест появился на обложке альбома 'Void' предложил Алекс, и Ардентис её поддержал. У альбома также есть альтернативная обложка в виде треугольника, который изображен на компиляции «Fill The Void», вышедшей в декабре 2015 года.

## Участники записи
- Ardentis — вокал, продюсер
- Алекс Павлов (Ауткаст) — гитара, бас-гитара, продюсер
- Kevin Talley — барабаны
- Tue Madsen — сведение, мастеринг

### Дополнительная запись
- Сергей Егоров (Психея) — перкуссия, барабаны в «Miracle»
- Антон Владимиров (Raizen) — клавишные в «Versus», «Cross My Heart», «Fill The Void», «Awaken», «Hidden Lights», «Among The Stars».
- Kerranswell[12] — клавишные в «Cross My Heart».
- Кирилл (Irrita) — гатара, бас, продакшн в «Fill The Void» (Irrita Remix)"
- Николай Баженов — сведение в «Propaganda»